# Видмер, Йорг
Йорг Видмер (нем. Jörg Widmer; род. XX век) — немецкий  кинооператор.

## Биография
Йорг Видмер родился в Южной Германии. После обучения на фотографа он несколько лет специализировался на рекламе автомобилей для журналов и буклетов. После стажировки в Südwestfunk он стал ассистентом оператора на телевидении. С 1988 года работает оператором steadicam.
В 1994 году Видмер  был удостоен Баварской кинопремии  в категории лучшей операторской работы. Британское общество кинооператоров отметило его номинацией на свою премию за фильм  Терренса Малика Древо жизни. Наибольший профессиональный успех ему принёс другой фильм Малика, Тайная жизнь, за который он получил семь номинаций на различные награды.
В конце июня 2020 года Йорг Видмер стал членом Академии кинематографических искусств и наук.   Также он является многолетним членом Гильдии операторов Германии (BVK).

## Избранная фильмография
- Клуб Буэна Виста (1999)
- Место преступления: Солнце и буря (2003)
- Чёртовы футболисты (2010)
- Пина (2011)
- Древо жизни (2011)
- Берлинская резидентура (2018—2019; три эпизода)
- Тайная жизнь (2019)
- Книга видения (2020)
- Путь ветра